# Ильмень (Шимский район)
Ильмень — деревня в Шимском районе Новгородской области в составе Шимского городского поселения.

## География
Находится в западной части Новгородской области на расстоянии приблизительно 2 км на восток-северо-восток по прямой от районного центра поселка Шимск.

## История
Была отмечена на карте 1942 года.

## Население
Численность населения: 27 человек (русские 96 %) в 2002 году, 10 в 2010.